# Corriente del Pacífico Norte

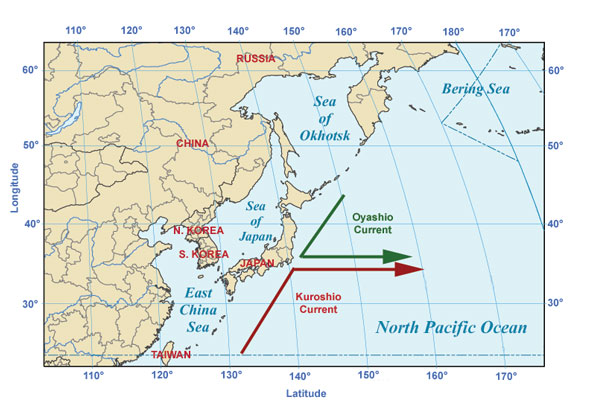
La corriente del Pacífico Norte.

La corriente del Pacífico Norte, a veces llamada deriva del Pacífico Norte, es una lenta corriente cálida que fluye de oeste a este entre el paralelo 40 y el paralelo 50 en el océano Pacífico. La corriente forma la parte meridional del giro subpolar del Pacífico Norte. La corriente del Pacífico Norte está formada por la colisión de la corriente de Kuro Shio, que va hacia el norte frente a la costa de Japón, y la corriente de Oya Shio, que es una corriente subártica fría que fluye hacia el sur y circula en sentido contrario a las agujas del reloj a lo largo del norte del océano Pacífico. La corriente del Pacífico Norte forma la parte septentrional del giro subtropical del Pacífico Norte. En el Pacífico Norte oriental, se divide en dos: la corriente de California que se dirige hacia el sur y la corriente de Alaska que va hacia el norte.